# بولو ميكايل كلافي
بولو ميكايل كلافي (بالإسبانية: Pollo)‏ (2 مايو 1983 بموغان في إسبانيا - ) هو لاعب كرة قدم إسباني في مركز الوسط. لعب مع أتلتيكو مدريد ب وأتلتيكو مدريد ونادي سان سباستيان دي لوس رييس ونادي فيسينداريو ونادي لاس بالماس وUniversidad de Las Palmas CF ‏.

## وصلات خارجية
- بولو ميكايل كلافي على موقع قاعدة بيانات كرة القدم.إي يو (الإنجليزية)
- بولو ميكايل كلافي على موقع Soccerway.com (الإنجليزية)
- بولو ميكايل كلافي على موقع عالم كرة القدم.نت (الإنجليزية)